# محمد علي الحكيم (سياسي)
محمد علي الحكيم (ولد عام 1952 في النجف)، وزير خارجية العراق في حكومة عادل عبد المهدي منذ 25 أكتوبر 2018. وهو سياسي عراقي، كان نائب الأمين العام لمجلس الحكم في العراق وسفيراً في وزارة الخارجية العراقية قبل أن يصبح وزيرا للاتصالات في الحكومة العراقية المؤقتة عام 2004.
حاصل على درجة البكالوريوس في الإحصاء من بغداد وعلى درجة الماجستير في علم الكومبيوتر من جامعة برمنغهام بالمملكة المتحدة، والدكتوراه في إدارة المعلومات من جامعة جنوب كاليفورنيا. وعمل في شركات غربية للتقنية.
عمل الحكيم بوزارة الخارجية العراقية منذ عام 2007 ورأس فيها 4 دوائر رئيسية، وشغل منصب ممثل العراق الدائم بالأمم المتحدة بجنيف، وممثل العراق بمجلس الأمن 4 سنوات، فعمل على إخراج العراق من طائلة العقوبات تحت طائلة البند السابع واصدار قرارات دولية مهمة لصالح العراق. عينه الأمين العام للامم المتحدة بداية 2017 وكيلاً له وأميناً تنفيذياً للاسكوا ومقرها بيروت حيث يعد من أرفع الشخصيات الدبلوماسية الأممية العاملة في لبنان، ليصبح أول عراقي يتقلد هكذا منصب أممي رفيع واول عربي بهذا المنصب الأممي[بحاجة لمصدر] حتى تقلده منصب وزير خارجية العراق.